# ジョセフ・バーベラ
ジョセフ・ローランド・"ジョー"・バーベラ（Joseph Roland "Joe" Barbera、1911年3月24日 - 2006年12月18日）はアメリカ合衆国ニューヨーク出身のアニメーター、アニメ監督である。

## 経歴
シチリア州・アグリジェント県シャッカ出身の両親の間にリトル・イタリーで生まれ、ブルックリンのフラットブッシュで育つ。
雑誌に漫画を書いたり、ヴァン・ビューレン・スタジオ（w:Van Beuren Studios）で働いた後、1937年に映画会社メトロ・ゴールドウィン・メイヤー（MGM）に入社。そこでウィリアム・ハンナとともに『トムとジェリー』を製作した。『トムとジェリー』は後に製作者をかえて続編が製作されているが、今もって両人の作品の評価がずば抜けて高い。
アカデミー賞を7度受賞。また、ハンナと共にハンナ・バーベラ・プロダクションを設立した。
2006年12月18日にアメリカのロサンゼルス近郊の自宅で老衰のため死去。95歳だった。

## 文献案内
- Autobiography : My Life In Toons (1994), published by Turner Publishing
- Hanna Barbera Cartoons by Michael Mallory